# Våldtäkter under befrielsen av Frankrike
Våldtäkter under befrielsen av Frankrike syftar på de sexuella brott som begicks under de allierades invasion och befrielse av det tyskockuperade Frankrike. Detta motsvarar perioden mellan den 6 juni 1944 och krigsslutet i maj 1945. 4 500 våldtäkter uppskattats ha utförts av amerikanska soldater mot den franska civilbefolkningen under denna period. 

## Förlopp
Amerikanska soldater uppgavs ha en ohälsosam uppfattning om Frankrike. Tidningen Life rapporterade om en allmän amerikansk syn på Frankrike som "en enorm bordell bebodd av 40 miljoner hedonister som ägnade all sin tid åt att äta, dricka och älska".
Sommaren 1944 började kvinnor i Normandie anmäla amerikanska soldater för våldtäkt, och hundratals fall rapporterades. På många håll i Frankrike inkom klagomål på ett hänsynslöst uppförande från de amerikanska soldaterna.
Vid krigsslutet 1945 uppgavs Le Havre vara fullt av amerikanska soldater som väntade på att återvända till USA. Borgmästaren rapporterade att amerikanerna attackerade och rånade stadsborna och uppträdde som banditer i uniform. Invånare kommenterade det hela som "med tyskarna måste vi kamouflera männen – men med amerikanerna måste vi gömma kvinnorna".
De fria franska styrkorna krävde att de amerikanska myndigheterna skulle ingripa mot amerikanska soldaters övergrepp i Frankrike. Förslag fanns på att inrätta militärbordeller för att förhindra våldtäkter på civila, men planen genomfördes inte. 
General Dwight D. Eisenhower gav order åt sina befälhavare att lagföra alla soldaters övergrepp, inklusive våldtäkter. Det är känt att det var betydligt vanligare att svarta soldater lagfördes för sexualbrott av de amerikanska militära myndigheterna än vita, vilket antas ha berott på rasism. 